# Kanovaren op de Olympische Zomerspelen 1988
Kanovaren is een van de sporten die beoefend werden tijdens de Olympische Zomerspelen 1988 in Seoel.

## Heren

### kajak

#### K1 500 m
| rang   | sporter         | land | tijd    |
| ------ | --------------- | ---- | ------- |
| Goud   | Zsolt Gyulay    | HUN  | 1:44.82 |
| Zilver | Andreas Stähle  | GDR  | 1:46.38 |
| Brons  | Paul MacDonald  | NZL  | 1:46.46 |
| 4      | Michael Herbert | USA  | 1:46.73 |
| 5      | Kalle Sundqvist | SWE  | 1:46.76 |
| 6      | Attila Szabó    | TCH  | 1:47.38 |
| 7      | Martin Hunter   | AUS  | 1:47.66 |
| 8      | Dirk Joestel    | FRG  | 1:47.91 |

#### K1 1000 m
| rang   | sporter          | land | tijd    |
| ------ | ---------------- | ---- | ------- |
| Goud   | Greg Barton      | USA  | 3:55.27 |
| Zilver | Grant Davies     | AUS  | 3:55.28 |
| Brons  | André Wohllebe   | GDR  | 3:55.55 |
| 4      | Dmitri Bankovski | URS  | 3:56.49 |
| 5      | Gunnar Olsson    | SWE  | 3:56.84 |
| 6      | Alan Thompson    | NZL  | 3:56.91 |
| 7      | Attila Szabó     | TCH  | 3:57.52 |
| 8      | Morten Ivarsen   | NOR  | 3:59.18 |

#### K2 500 m
| rang   | sporters                           | land | tijd    |
| ------ | ---------------------------------- | ---- | ------- |
| Goud   | Ian Ferguson Paul MacDonald        | NZL  | 1:33.98 |
| Zilver | Igor Nagajev Viktor Denisov        | URS  | 1:34.15 |
| Brons  | Attila Ábrahám Ferenc Csipes       | HUN  | 1:34.32 |
| 4      | Reiner Scholl Thomas Pfrang        | FRG  | 1:34.40 |
| 5      | Daniel Stoian Angelin Velea        | ROU  | 1:35.96 |
| 6      | Maciej Freimut Wojciech Kurpiewski | POL  | 1:36.22 |
| 7      | Kay Bluhm André Wohllebe           | GDR  | 1:36.49 |
| 8      | Terry Kent Terry White             | USA  | 1:36.62 |

#### K2 1000 m
| rang   | sporters                           | land | tijd    |
| ------ | ---------------------------------- | ---- | ------- |
| Goud   | Greg Barton Norman Bellingham      | USA  | 3:32.42 |
| Zilver | Ian Ferguson Paul MacDonald        | NZL  | 3:32.71 |
| Brons  | Peter Foster Kelvin Graham         | AUS  | 3:33.76 |
| 4      | Niels Ellwanger Carsten Lömker     | FRG  | 3:34.63 |
| 5      | Guido Behling Torsten Krentz       | GDR  | 3:35.44 |
| 6      | Daniel Stoian Angelin Velea        | ROU  | 3:35.75 |
| 7      | Anders Ohlsén Hans Olsson          | SWE  | 3:36.13 |
| 8      | Svein Egil Solvang Harald Amundsen | NOR  | 3:38.16 |

#### K4 1000 m
| rang   | sporters                                                                 | land | tijd    |
| ------ | ------------------------------------------------------------------------ | ---- | ------- |
| Goud   | Zsolt Gyulay Ferenc Csipes Sándor Hódosi Attila Ábrahám                  | HUN  | 3:00.20 |
| Zilver | Aleksandr Motoezenko Sergej Kirsanov Igor Nagajev Viktor Denisov         | URS  | 3:01.40 |
| Brons  | Kay Bluhm André Wohllebe Andreas Stähle Hans-Jörg Bliesener              | GDR  | 3:02.40 |
| 4      | Bryan Thomas Steven Wood Grant Kenny Paul Gilmour                        | AUS  | 3:03.73 |
| 5      | Maciej Freimut Wojciech Kurpiewski Grzegorz Krawców Kazimierz Krzyżański | POL  | 3:04.73 |
| 6      | Gilbert Schneider Reiner Scholl Dirk Joestel Thomas Reineck              | FRG  | 3:05.43 |
| 7      | Beniamino Bononi Daniele Scarpa Alessandro Pieri Francesco Mandragona    | ITA  | 3:05.97 |
| 8      | Per-Inge Bengtsson Lars-Erik Moberg Kalle Sundqvist Bengt Andersson      | SWE  | 3:06.03 |

### kano

#### C1 500 m
| rang   | sporter               | land | tijd    |
| ------ | --------------------- | ---- | ------- |
| Goud   | Olaf Heukrodt         | GDR  | 1:56.42 |
| Zilver | Michail Sliwinski     | URS  | 1:57.26 |
| Brons  | Martin Marinov        | BUL  | 1:57.27 |
| 4      | Attila Szabó          | HUN  | 1:59.87 |
| 5      | Jan Pinczura          | POL  | 1:59.90 |
| 6      | Aurel Macarencu       | ROU  | 2:00.98 |
| 7      | Narciso Suárez Amador | ESP  | 2:01.33 |
| 8      | Petr Procházka        | TCH  | 2:01.36 |

#### C1 1000 m
| rang   | sporter           | land | tijd    |
| ------ | ----------------- | ---- | ------- |
| Goud   | Ivans Klementjevs | URS  | 4:12.78 |
| Zilver | Jörg Schmidt      | GDR  | 4:15.83 |
| Brons  | Nikolai Boechalov | BUL  | 4:18.94 |
| 4      | Larry Cain        | CAN  | 4:20.70 |
| 5      | Aurel Macarencu   | ROU  | 4:21.72 |
| 6      | Imre Pulai        | HUN  | 4:21.86 |
| 7      | Peter Páleš       | TCH  | 4:22.14 |
| 8      | Ivan Šabjan       | YUG  | 4:24.67 |

#### C2 500 m
| rang   | sporters                            | land | tijd    |
| ------ | ----------------------------------- | ---- | ------- |
| Goud   | Viktor Reneiski Nicolae Juravschi   | URS  | 1:41.77 |
| Zilver | Marek Dopierała Marek Łbik          | POL  | 1:43.61 |
| Brons  | Philippe Renaud Joël Bettin         | FRA  | 1:43.81 |
| 4      | Dejan Bonev Petar Bozjilov          | BUL  | 1:44.32 |
| 5      | Alexander Schuck Thomas Zereske     | GDR  | 1:44.36 |
| 6      | János Sarusi Kis István Vaskuti     | HUN  | 1:44.85 |
| 7      | Grigore Obreja Gheorghe Andriev     | ROU  | 1:45.84 |
| 8      | Christian Frederiksen Arne Nielsson | DEN  | 1:45.90 |

#### C2 1000 m
| rang   | sporters                            | land | tijd    |
| ------ | ----------------------------------- | ---- | ------- |
| Goud   | Viktor Reneiski Nicolae Juravschi   | URS  | 3:48.36 |
| Zilver | Olaf Heukrodt Ingo Spelly           | GDR  | 3:51.44 |
| Brons  | Marek Dopierała Marek Łbik          | POL  | 3:54.33 |
| 4      | Christian Frederiksen Arne Nielsson | DEN  | 3:54.94 |
| 5      | Hartmut Faust Wolfram Faust         | FRG  | 3:55.62 |
| 6      | Grigore Obreja Gheorghe Andriev     | ROU  | 3:56.56 |
| 7      | Gábor Takács Gusztáv Leikep         | HUN  | 4:04.18 |
| 8      | Pascal Sylvoz Didier Hoyer          | FRA  | 4:04.75 |

## Dames

### kajak

#### K1 500 m
| rang   | sporter                   | land | tijd    |
| ------ | ------------------------- | ---- | ------- |
| Goud   | Vanja Gesjeva             | BUL  | 1:55.19 |
| Zilver | Birgit Schmidt            | GDR  | 1:55.31 |
| Brons  | Izabela Dylewska          | POL  | 1:57.38 |
| 4      | Rita Kőbán                | HUN  | 1:57.58 |
| 5      | Yvonne Brandstrup Knudsen | DEN  | 1:58.80 |
| 6      | Traci Phillips            | USA  | 2:00.81 |
| 7      | Galina Savenko            | URS  | 2:00.88 |
| 8      | Agneta Andersson          | SWE  | 2:01.00 |

#### K2 500 m
| rang   | sporters                          | land | tijd    |
| ------ | --------------------------------- | ---- | ------- |
| Goud   | Birgit Schmidt Anke Nothnagel     | GDR  | 1:43.46 |
| Zilver | Vanja Gesjeva Diana Paliiska      | BUL  | 1:44.06 |
| Brons  | Annemiek Derckx Annemarie Cox     | NED  | 1:46.00 |
| 4      | Erika Mészáros Éva Rakusz         | HUN  | 1:46.58 |
| 5      | Irma Salomykova Irma Chmelevskaja | URS  | 1:47.68 |
| 6      | Anna Olsson Agneta Andersson      | SWE  | 1:48.39 |
| 7      | Sheila Conover Cathy Marino-Geers | USA  | 1:50.33 |
| 8      | Barbara Olmsted Sheila Taylor     | CAN  | 1:51.03 |

#### K4 500 m
| rang   | sporters                                                                                                  | land | tijd    |
| ------ | --- | ---- | ------- |
| Goud   | Birgit Schmidt Anke Nothnagel Ramona Portwich Heike Singer                                                | GDR  | 1:40.78 |
| Zilver | Erika Géczi Erika Mészáros Éva Rakusz Rita Kőbán                                                          | HUN  | 1:41.88 |
| Brons  | Vanja Gesjeva Diana Paliiska Ognijana Petkova Borislava Ivanova                                           | BUL  | 1:42.63 |
| 4      | Irma Salomykova Irma Chmelevskaja Aleksandra Apanovitsj Nadezjda Kovalevitsj                              | URS  | 1:44.26 |
| 5      | Josefa Idem Claudia Österheld Andrea Martin Ruth Domgörgen                                                | FRG  | 1:45.62 |
| 6      | Anna Olsson Agneta Andersson Susanne Wiberg Liselotte Ohlson                                              | SWE  | 1:45.67 |
| 7      | Yvonne Brandstrup Knudsen Susanne Sanggaard Petersen Jeanette Brandstrup Knudsen Birgitte Lynning Froberg | DEN  | 1:47.10 |
| 8      | Bożena Książek Jolanta Łukaszewicz Elżbieta Urbańczyk Katarzyna Weiss                                     | POL  | 1:47.40 |

## Medaillespiegel
| rang   | land             | goud | zilver | brons | totaal |
| ------ | ---------------- | ---- | ------ | ----- | ------ |
| 1      | DDR              | 3    | 4      | 2     | 9      |
| 2      | Sovjet-Unie      | 3    | 3      | 0     | 6      |
| 3      | Hongarije        | 2    | 1      | 1     | 4      |
| 4      | Verenigde Staten | 2    | 0      | 0     | 2      |
| 5      | Bulgarije        | 1    | 1      | 3     | 5      |
| 6      | Nieuw-Zeeland    | 1    | 1      | 1     | 3      |
| 7      | Polen            | 0    | 1      | 2     | 3      |
| 8      | Australië        | 0    | 1      | 1     | 2      |
| 9      | Frankrijk        | 0    | 0      | 1     | 1      |
| 9      | Nederland        | 0    | 0      | 1     | 1      |
| totaal | totaal           | 12   | 12     | 12    | 36     |

Parijs 1924 (demonstratie) · 
Berlijn 1936 · 
Londen 1948 · 
Helsinki 1952 · 
Melbourne 1956 · 
Rome 1960 · 
Tokio 1964 · 
Mexico-stad 1968 · 
München 1972 · 
Montréal 1976 · 
Moskou 1980 · 
Los Angeles 1984 · 
Seoel 1988 · 
Barcelona 1992 · 
Atlanta 1996 · 
Sydney 2000 · 
Athene 2004 · 
Peking 2008 · 
Londen 2012 · 
Rio de Janeiro 2016 ·
Tokio 2020 ·
Parijs 2024 ·
Los Angeles 2028
Medaillewinnaars (slalom) · Medaillewinnaars (sprint)
Atletiek · Badminton (demonstratie) · Basketbal · Boksen · Boogschieten · Gewichtheffen · Gymnastiek · Handbal · Hockey · Honkbal (demonstratie) · Judo · Kanovaren · Moderne vijfkamp · Paardensport · Roeien · Schermen · Schietsport · Schoonspringen · Synchroonzwemmen · Taekwondo (demonstratie) · Tafeltennis · Tennis · Voetbal · Volleybal · Waterpolo · Wielersport · Worstelen · Zeilen · Zwemmen